# Couepia ovalifolia
Couepia ovalifolia är en tvåhjärtbladig växtart som först beskrevs av Heinrich Wilhelm Schott, och fick sitt nu gällande namn av Joseph Dalton Hooker och George Bentham. Couepia ovalifolia ingår i släktet Couepia och familjen Chrysobalanaceae. Inga underarter finns listade i Catalogue of Life.